# De Lage Landen Finans AB
DLL, De Lage Landen Finans AB är ett svenskt finansbolag som har funnits i Norden sedan 1982. Bolaget ingår i den nederländska finanskoncernen Rabobank. 

## Organisation
Verksamheten är inriktad på finansierings- & leasingverksamhet.
Huvudkontoret ligger i Stockholm och det finns även kontor i Göteborg.